# ニキータ・クリーロフ
- ニキータ・クリロフ

ニキータ・クリーロフ（ウクライナ語: Микита Крилов, ラテン文字転写: Nikita Krylov、1992年3月7日 - ）は、ウクライナの男性総合格闘家。ドネツィク州ドネツィク出身。ロシア・モスクワ在住。バーリトゥードMMAアカデミー/YKプロモーション所属。UFC世界ライトヘビー級ランキング12位。

## 来歴
父親の影響で10歳から極真空手を始め、2012年に総合格闘技デビュー。

### UFC
2013年8月31日、UFC初参戦となったUFC 164でソア・パラレイと対戦し、パウンドで3RTKO負け。
2014年3月15日、ライトヘビー級転向初戦となったUFC 171でオヴィンス・サンプルーと対戦し、ヴォンフルーチョークで1Rテクニカル一本負け。
2016年12月10日、UFC 206でライトヘビー級ランキング13位のミシャ・サークノフと対戦し、ギロチンチョークで1R一本負け。
2017年2月、クリーロフはUFC6勝3敗でフリーエージェントとなった。

### Fight Nights Global
2017年6月2日、Fight Nights Global初参戦となったFight Nights Global 68でステファン・ベカヴァッチと対戦し、ギロチンチョークで1R一本勝ち。
2017年10月13日、Fight Nights Global 77で元Bellator世界ライトヘビー級王者エマニュエル・ニュートンと対戦し、右膝蹴りで1RKO勝ち。
2018年5月19日、Fight Nights Global 87のFNGライトヘビー級タイトルマッチで王者ファビオ・マルドナドに挑戦し、右フックで2RKO勝ちを収め王座獲得に成功した。

### UFC復帰
2018年9月15日、UFC Fight Night: Hunt vs. Oliynykでライトヘビー級ランキング4位のヤン・ブラホヴィッチと対戦し、肩固めで2R一本負け。
2019年4月13日、UFC 236でライトヘビー級ランキング12位のオヴィンス・サンプルーと対戦し、リアネイキドチョークで2R一本勝ち。リベンジに成功した。
2019年9月14日、UFC Fight Night: Cowboy vs. Gaethjeでライトヘビー級ランキング9位のグローバー・テイシェイラと対戦し、1-2の判定負け。
2020年3月14日、UFC Fight Night: Lee vs. Oliveiraでライトヘビー級ランキング10位のジョニー・ウォーカーと対戦し、3-0の判定勝ち。
2021年2月27日、UFC Fight Night: Rozenstruik vs. Ganeでライトヘビー級ランキング11位のマゴメド・アンカラエフと対戦し、0-3の判定負け。
2022年3月19日、UFC Fight Night: Volkov vs. Aspinallでライトヘビー級ランキング11位のポール・クレイグと対戦し、三角絞めで1R一本負け。
2022年7月23日、UFC Fight Night: Blaydes vs. Aspinallでアレクサンダー・グスタフソンと対戦。序盤に右フックでダウンを奪った後も終始打撃でプレッシャーをかけ続け、蹴り足を掴まれた状態からのクリンチアッパーでダウンを奪いパウンドで1RKO勝ち。パフォーマンス・オブ・ザ・ナイトを受賞した。
2022年10月22日、UFC 280でライトヘビー級ランキング8位のヴォルカン・オーズデミアと対戦し、3-0の判定勝ち。
2023年3月11日、UFC Fight Night: Yan vs. Dvalishviliでライトヘビー級ランキング8位のライアン・スパンと215ポンド契約で対戦し、スクランブルの展開からの三角絞めで1R一本勝ち。この試合は当初UFC Fight Night: Muniz vs. Allenのメインイベントとして行われる予定であったが、クリーロフの体調不良で試合中止となった為今大会にスライドされた。
2025年4月12日、2年1カ月ぶりの復帰戦となったUFC 314でライトヘビー級ランキング11位のドミニク・レイエスと対戦し、カウンターの左ストレートでダウンを奪われパウンドで1RKO負け。

## 人物・エピソード
- 以前は自身が尊敬する伝説のギャング「アル・カポネ」のニックネームで呼ばれていたが、鉱山労働者の人口が多い地元ドネツィクへの敬意から、ニックネームを「ザ・マイナー」（The Miner、鉱山労働者）に変更している。

## 戦績
| 総合格闘技 戦績 | 総合格闘技 戦績 | 総合格闘技 戦績 | 総合格闘技 戦績 | 総合格闘技 戦績 | 総合格闘技 戦績 | 総合格闘技 戦績 |
| --------------- | --------------- | --------------- | --------------- | --------------- | --------------- | --------------- |
| 41 試合         | (T)KO           | 一本            | 判定            | その他          | 引き分け        | 無効試合        |
| 30 勝           | 12              | 16              | 2               | 0               | 0               | 0               |
| 11 敗           | 3               | 6               | 2               | 0               | 0               | 0               |

| 勝敗 | 対戦相手                       | 試合結果                             | 大会名                                                            | 開催年月日     |
| ×    | ボグダン・グスコフ             | 1R 4:18 TKO（右ストレート→パウンド） | UFC on ABC 9: Whittaker vs. de Ridder                             | 2025年7月26日  |
| ×    | ドミニク・レイエス             | 1R 2:24 KO（左ストレート→パウンド）  | UFC 314: Volkanovski vs. Lopes                                    | 2025年4月12日  |
| ○    | ライアン・スパン               | 1R 3:38 三角絞め                     | UFC Fight Night: Yan vs. Dvalishvili                              | 2023年3月11日  |
| ○    | ヴォルカン・オーズデミア       | 5分3R終了 判定3-0                    | UFC 280: Oliveira vs. Makhachev                                   | 2022年10月22日 |
| ○    | アレクサンダー・グスタフソン   | 1R 1:07 KO（左アッパー→パウンド）    | UFC Fight Night: Blaydes vs. Aspinall                             | 2022年7月23日  |
| ×    | ポール・クレイグ               | 1R 3:57 三角絞め                     | UFC Fight Night: Volkov vs. Aspinall                              | 2022年3月19日  |
| ×    | マゴメド・アンカラエフ         | 5分3R終了 判定0-3                    | UFC Fight Night: Rozenstruik vs. Gane                             | 2021年2月27日  |
| ○    | ジョニー・ウォーカー           | 5分3R終了 判定3-0                    | UFC Fight Night: Lee vs. Oliveira                                 | 2020年3月14日  |
| ×    | グローバー・テイシェイラ       | 5分3R終了 判定1-2                    | UFC Fight Night: Cowboy vs. Gaethje                               | 2019年9月14日  |
| ○    | オヴィンス・サンプルー         | 2R 2:30 リアネイキドチョーク         | UFC 236: Holloway vs. Poirier 2                                   | 2019年4月13日  |
| ×    | ヤン・ブラホヴィッチ           | 2R 2:41 肩固め                       | UFC Fight Night: Hunt vs. Oliynyk                                 | 2018年9月15日  |
| ○    | ファビオ・マルドナド           | 2R 3:33 KO（右フック）               | Fight Nights Global 87 【FNGライトヘビー級タイトルマッチ】        | 2018年5月19日  |
| ○    | エマニュエル・ニュートン       | 1R 0:43 KO（右膝蹴り）               | Fight Nights Global 77                                            | 2017年10月13日 |
| ○    | マロ・ペラク                   | 2R 0:36 TKO（パンチ連打）            | Donbass Association of Combat Sports: United Donbass              | 2017年8月26日  |
| ○    | ステファン・ベカヴァッチ       | 1R 0:53 ギロチンチョーク             | Fight Nights Global 68                                            | 2017年6月2日   |
| ×    | ミシャ・サークノフ             | 1R 4:38 ギロチンチョーク             | UFC 206: Holloway vs. Pettis                                      | 2016年12月10日 |
| ○    | エド・ハーマン                 | 2R 0:40 KO（左ハイキック）           | UFC 201: Lawler vs. Woodley                                       | 2016年7月30日  |
| ○    | フランシマール・バホーゾ       | 2R 3:11 リアネイキドチョーク         | UFC Fight Night: Overeem vs. Arlovski                             | 2016年5月8日   |
| ○    | マルコス・ホジェリオ・デ・リマ | 1R 2:29 リアネイキドチョーク         | UFC Fight Night: Holloway vs. Oliveira                            | 2015年8月23日  |
| ○    | スタニスラブ・ネドコフ         | 1R 1:24 ギロチンチョーク             | UFC on FOX 14: Gustafsson vs. Johnson                             | 2015年1月24日  |
| ○    | コーディ・ドノヴァン           | 1R 4:57 TKO（パウンド）              | UFC Fight Night: McGregor vs. Brandao                             | 2014年7月19日  |
| ×    | オヴィンス・サンプルー         | 1R 1:29 ヴォンフルーチョーク         | UFC 171: Hendricks vs. Lawler                                     | 2014年3月15日  |
| ○    | ウォルト・ハリス               | 1R 0:25 TKO（右ハイキック→パウンド） | UFC on FOX 10: Henderson vs. Thomson                              | 2014年1月25日  |
| ×    | ソア・パラレイ                 | 3R 1:34 TKO（パウンド）              | UFC 164: Henderson vs. Pettis                                     | 2013年8月31日  |
| ○    | ガブリエル・タムプ             | 1R 4:27 TKO（パンチ連打）            | M-1 Challenge 38: Spring Battle                                   | 2013年4月9日   |
| ×    | ウラジミール・ミシュチェンコ   | 1R 0:58 肩固め                       | Oplot Challenge 40                                                | 2013年3月8日   |
| ○    | キリチュベク・サルカルボエフ   | 1R 0:49 TKO（パンチ連打）            | Gladiators Fighting Championship 2 【ヘビー級トーナメント 決勝】  | 2013年1月19日  |
| ○    | ジュリアン・ボグダノフ         | 1R 1:17 KO（パンチ）                 | Gladiators Fighting Championship 2 【ヘビー級トーナメント 1回戦】 | 2013年1月19日  |
| ×    | ウラジミール・ミシュチェンコ   | 1R 1:47 肩固め                       | Oplot Challenge 22                                                | 2012年12月29日 |
| ○    | デニス・シムキン               | 1R 0:35 キーロック                   | Gladiators Fighting Championship 1                                | 2012年12月22日 |
| ○    | ヴァレリー・シチェルバコフ     | 1R 1:38 アキレス腱固め               | WH: Igor Vovchanchyn Cup 2                                        | 2012年11月9日  |
| ○    | ウラジミール・ゲラシムチク     | 1R 1:35 キムラロック                 | Oplot Challenge 7                                                 | 2012年10月20日 |
| ○    | イーホル・ククルドジアク       | 1R 2:47 キムラロック                 | ECSF: Kolomyi Cup                                                 | 2012年10月13日 |
| ○    | ヴィクトル・スミルノフ         | 1R 0:12 TKO（ドクターストップ）      | ECSF: MMA Lion Cup                                                | 2012年10月2日  |
| ○    | アナトリー・ディデンコ         | 1R 0:29 アキレス腱固め               | Oplot Challenge 4                                                 | 2012年9月15日  |
| ○    | アレクセイ・ステパノフ         | 1R 0:29 リアネイキドチョーク         | ECSF: MMA Ukraine Cup 7                                           | 2012年9月14日  |
| ○    | スヴャトスラフ・シチェルバコフ | 1R 1:44 腕ひしぎ十字固め             | ECSF: MMA Ukraine Cup 6                                           | 2012年8月26日  |
| ○    | アナトリー・ディデンコ         | 1R 2:08 リアネイキドチョーク         | ECSF: MMA Ukraine Cup 5                                           | 2012年8月18日  |
| ○    | アレクセイ・アルテメンコ       | 1R 2:20 ギロチンチョーク             | Big Boys Fights                                                   | 2012年8月16日  |
| ○    | デニス・ボグダノフ             | 1R 1:31 リアネイキドチョーク         | ECSF: Cup Of West Ukraine 2012                                    | 2012年8月10日  |
| ○    | オレクサンドル・ウムリヒン     | 1R 0:56 TKO（パンチ連打）            | West Fight 4                                                      | 2012年7月27日  |

## 獲得タイトル
- GFC 2ヘビー級トーナメント 優勝（2013年）
- Fight Nightsライトヘビー級王座（2018年）

## 表彰
- UFC パフォーマンス・オブ・ザ・ナイト（1回）
- 極真空手 スポーツマスター
- 近接格闘術 スポーツマスター
- グラップリング スポーツマスター